# Scutachne
Scutachne là một chi trong họ Cỏ (Poaceae). Loài duy nhất là Scutachne dura, bản địa Cuba, Jamaica, và Hispaniola.